# ヴィッサリオン・ケブリア

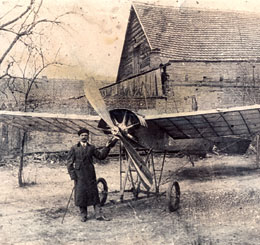
自機の前に立つケブリア

ヴィッサリオン・ケブリア（英語表記Vissarion Keburia またはVissarion Kebouroff 、グルジア語表記 ბესარიონ ქებურია、1870年2月15日 - 1957年）は、グルジアの航空のパイオニアである。 1910年8月、フランスで飛行免許を取得し、ブレリオ機でロシア各地で飛行を行なった。老朽化したブレリオ機の代替機として自ら飛行機を製作した。

## 生涯
大工の息子に生まれ、技術者の教育を受け、鉄道の世界を目指し、鉄道技師の資格を得た。1909年にルイ・ブレリオのドーバー海峡横断飛行成功のニュースは、飛行への情熱を引き起こし、家財を売り払い、妻と3人の子供を残して、パリに旅立った。ブレリオの飛行学校の生徒となり、1910年8月に飛行免許（#209)を取得した。乏しい資金で25hpのエンジンを積んだブレリオ機を購入し、ロシア各地で飛行興行を行なった。老朽化したブレリオ機のかわりにロシア人の知人とともに自らの飛行機を製作した。1913年の初めの興行飛行で機体のエンジンが停止し海に不時着し、生還したが、機体は失われたのが最後の飛行になった。1957年に87歳で没した。